# Теруел
Теруел (шп. Teruel) је главни град арагонске покрајине Теруел, и налази се централноисточном делу Шпаније. Теруел је са својих 34.240 становника најслабије насељени провинцијски главни град Шпаније. Налази се на рекама Гвадалфијар и Алфамбра, на надморској висини од 915 m и карактеришу га хледне и оштре зиме и сува и топла лета.
Године 2001, УНЕСКО је прогласио мудехарску архитектуру Теруела светском баштином, проширивши своју одлуку из 1986. када је светском баштином била проглашена мудехарска архитектура Арагона.

## Становништво
| 1981.  | 1991.  | 2001.  |
| ------ | ------ | ------ |
| 28.225 | 31.068 | 31.158 |

Према последњем попису из 2006. године, Теруел има 34.240 становника. Теруел је најслабије насељен провинцијски главни град. Има најмањи проценат становништва између 19 и 29 година, а с друге стране, има веома висок проценат људи старијих од 65 година.
Забачени географски положај Теруела и изолованост планинама као и низак број становника довели су до релативне изолације Теруела у оквиру Шпаније. Године 1999, покранута је кампања „Теруел постоји“ (шп. Teruel existe) с циљем да се скрене пажња јавности и државних институција на изолованост и запостављеност града и да се подстакне веће улагање у град и провинцију. Захваљујући тој кампањи, саобраћајне везе између Теруела и осталог дела Шпаније су доста унапређене градњом ауто-пута Сарагоса-Сагунто. Међутим, Теруел је и даље једини провинцијски главни град који нема директну железничку везу са главним градом Шпаније, Мадридом.

## Клима
Теруел има континентално медитеранску климу. Лети су температуре благе иако се великим колебањима, а зиме су хладне са веома ниским температурама које понекад достижу и -10º. Падавине су минималне зими, а максималне на крају пролећа.
Највиша забележена температура је била 39,0 °C 3. јула 1994. године, а најнижа -19C °C 26. децембра 2001.

## Историја
Историја Теруела сеже још у доба када су Иберијско полуострво насељавали Ибери, који су град звали Турболета. И данас постоје остаци тог града у археолошком налазишту Алто Чакон (шп. Alto Chacón). Касније су у ову област дошли Римљани, па Визиготи, а потом су га освојили и Маври, који су оствили трага у прелепим мудехарским споменицима којима овај град обилује.
У средњем веку, Теруел је имао значајну јеврејску заједницу која је уживала одређене привилегије и чији су се чланови бавили углавном трговином и занатима. Током прогона 1391. године, многи од Јевреја су побијени, а они који су преживели прихватили су хришћанство како би спасли животе.
У Шпанском грађанском рату, Теруел је претрпео значајне штете. Битка за Теруел, која је трајала од децембра 1937. до фебруара 1938, била је једна од најкрвавијих у целом рату. Град је наизменично падао у руке републиканцима и националистима, и у току самог рата више пута је био бомбардован из ваздуха и са земље. Обе стране су имале око 100.000 мртвих за три месеца ратовања на овом подручју.

## Културни споменици
Лепота исламског културног наслеђа овог града је била потврђена 1986. године, када је УНЕСКО прогласио мудехарску архитектуру Теруела као светску баштину под именом Мудехарска архитектура Арагона. Конкретни споменици на које се односила ова титула су: 
- Катедрала Санта Марија де Медијавиља,
- Црква Сан Педро,
- Црква Сан Мартин,
- Црква Спаситеља.

У цркви Сан Педро се налазе мумифицирана тела Исабел Сегуре, богате госпође, и Дијега де Марсиље, сиромашног војника који се борио у Крсташким ратовима, чувених љубавника из Теруела, чија се љубав завршила несрећно, и која је била инспирација многим писцима током историје (Харценбуш, Томас Бретон).
Један од најпознатијих споменика Теруела је и мала скулптура бика на врху стуба, позната под именом Торико (шп. Torico), што значи "бикчић“, и налази се на главном тргу Карлос Кастел, познатија као Плаза де Торико.

## Празници
Грађани Теруела прослављају свог свеца заштитника Сан Кристобала, упрвој половини јула и празновање траје недељу дана. Централни дани празника су дани другог викенда у месецу, који се зову Вакиља де Анхел (шп. Vaquilla del Angel; у преводу, Анхелова кравица), и тада се време проводи на улици у песми и игри током целог дана и ноћи, организују се кориде и трчање пред биковима по улицама у центру града, а људи ручавају и вечеравају на улици. Овај празник је иначе посвећен споменику на тргу у центру града, Торику
Такође је веома важан празник Свадба Исабел Сегуре (шп. Bodas de Isabel de Segura) који се прославља трећи викенд у фебруару. Овај празник се слави у част љубавницима из Теруела, Дијегу де Марсиљи и Исабел де Сегура. Тог викенда, хиљаде грађана Теруела и туриста се облаче у средњовековну одећу и шетају се улицама на којима је постављен вашар и атмосфера је у духу 13. века.
Ускршњи уторак је такође једна битна прослава када се слави Проповед тортиљи (шп. Sermón de las Tortillas). Овај празник има корене у хришћанском оснивању града, када су се сваке године на ускршњи уторак бирали посланици у градском савету. Овај дан се прославља тако што се тог дана излази ван града и организује се ручак на отвореном, док град остаје практично празан.

## Партнерски градови
- Лублињец